# L'Uomo-Insetto vive!
L'Uomo-Insetto vive! è la decima storia della serie horror per ragazzi La Strada della Paura, scritta da R. L. Stine. È stata la decima ad essere pubblicata in Italia.

## Trama
Dopo aver accidentalmente mosso la tomba di un entomologo chiamato l'Uomo-Insetto per la dedizione maniacale al suo lavoro, Janet inizia a ricevere la sgradevole visita di insetti di tutte le specie e dimensioni. Sarà forse un messaggio dell'Uomo-Insetto, tornato dal mondo dei morti per vendicare il torto subito?